# 津田町 (小平市)
津田町（つだまち）は、東京都小平市の地名。現行行政地名は津田町一丁目から津田町三丁目。郵便番号は187-0025。

## 地理
小平市の中央南に位置する。
東から時計回りに、小平市学園西町、小平市上水本町、小平市上水新町、小平市小川町、に隣接する。

### 河川
- 玉川上水

## 歴史
「津田町」の町名は、津田塾大学が所在することにちなむ。

## 世帯数と人口
2022年（令和4年）8月1日現在の世帯数と人口は以下の通りである。
| 町丁         | 世帯数    | 人口    |
| ------------ | --------- | ------- |
| 津田町一丁目 | 481世帯   | 933人   |
| 津田町二丁目 | 684世帯   | 1,473人 |
| 津田町三丁目 | 1,188世帯 | 2,418人 |
| 計           | 2,353世帯 | 4,824人 |

## 小・中学校の学区
市立小・中学校に通う場合、学区は以下の通りとなる。
| 丁目   | 番地                    | 小学校                   | 中学校                 |
| ------ | ----------------------- | ------------------------ | ---------------------- |
| 一丁目 | 1～19                   | 小平市立小平第一小学校   | 小平市立小平第五中学校 |
| 一丁目 | 20～24                  | 小平市立小平第四小学校   | 小平市立小平第四中学校 |
| 二丁目 | 1、21-16、17、25～30    | 小平市立小平第四小学校   | 小平市立小平第四中学校 |
| 二丁目 | 2～20、21-1～15、22～24 | 小平市立小平第十五小学校 | 小平市立小平第四中学校 |
| 三丁目 | 1～21、40               | 小平市立小平第四小学校   | 小平市立小平第四中学校 |
| 三丁目 | 24～39                  | 小平市立小平第十五小学校 | 小平市立小平第四中学校 |

## 交通

### 鉄道
| 隣接する街区の駅             |
| ---------------------------- |
| 国分寺線 - 鷹の台駅（SK 03） |

### バス
- 西武バス小平営業所が、周辺のバス路線を運行している。

### 道路
- 埼玉県道・東京都道17号所沢府中線

## 施設
- 津田塾大学 小平キャンパス
- 小平中央公園